# Maria de Molina
Maria de Molina (1260 - Valladolid 1321) fou infanta de Castella i reina consort de Castella i Lleó (1284-1295). Era filla d'Alfons de Molina i la seva tercera esposa, Mayor Téllez. Era neta per part de pare del rei Alfons IX de Lleó.

## Matrimoni
Es casà el 1281 a la catedral de Toledo amb el seu nebot, dos anys més gran que ella, l'infant Sanç de Castella, futur rei de Castella, raó per la qual el papa Martí IV l'excomunicà pel parentiu que tenien ambdós. D'aquesta unió en nasqueren:
- La infanta Isabel de Castella (1283-1328), casada el 1291 amb Jaume II d'Aragó i Catalunya.
- L'infant Ferran IV de Castella dit “l'Emplaçat” (1285-1312), rei de Castella i rei de Lleó.
- L'infant Alfons de Castella (1286-1291).
- L'infant Enric de Castella (1288-1299).
- L'infant Pere de Castella (1290-1319), regent de Castella i senyor de Cameros
- L'infant Felip de Castella (1292-1327), regent de Castella i senyor de Cabrera i Ribera, casat amb la seva cosina Margarida de la Cerda, filla d'Alfons de la Cerda.
- la infanta Beatriu de Castella (1293-1359), casada el 1309 amb Alfons IV de Portugal.

## El Regnat
El futur rei davant la pena imposada per Martí IV, ans al contrari, amenaçà en matar als portadors de la butlla, i apel·là de la sentencia davant Déu afegint que apel·laria davant el successor de Martí IV i davant el primer concili que se celebrés. Ensems s'havia enemistat amb el seu pare, i malgrat que Maria tractà de reconciliar tots dos, no va poder aconseguir-ho. Mort Alfons X, Sanç i Maria foren proclamats reis de Castella Reis de Castella, i el desembre de l'any següent (1285) nasqué a Sevilla el primer fill mascle del matrimoni Ferran. No obstant això, Maria estava intranquil·la perquè Lope Díaz III d'Haro aconsellava al rei que separés de ella per a casar-se amb una neboda seva, però Sanç no en feu cas i per aquesta i d'altres circumstàncies el feu matar. Per altra banda, era ben digna de l'estimació i de la consideració del seu marit, ja que l'auxiliava més que discretament en el govern de la nació i encara prenia la iniciativa en assumptes de gran importància, especialment en el referent a la legitimació del matrimoni per part del Papa i al reconeixement per França de Sanç com a rei de Castella, el que per fi assolí.

## Mort del rei
Una volta mort Sanç el 25 d'abril de 1295, restà Maria com a regent durant la minoria d'edat del seu fill gran, proclamat rei amb el nom de Ferran IV. No fou tasca fàcil la del reconeixement del jove sobirà, ja que eren molts els nobles que recolzaven als infants de la Cerda, i a més, l'Infant Joan es va fer proclamar rei de Castella i Lleó. Al mateix temps, Diego López V d'Haro s'apoderà de Biscaia, els Lara, amb els que comptava la regent, reuniren un nombrós exercit que utilitzaren en el seu propi profit amb els diners que aquella els havia donat, i per acabar, l'infant Enric de Castella agreujà encara més la situació pretenent ser nomenat tutor de Ferran i governador general del regne.
La guerra civil era imminent, doncs el poble es trobava dividit, i quan les Corts reunides a Valladolid dos mesos després nomenaren regent a Enric, la reina declarà que acceptava la decisió en el que es referia al govern, però que no estava disposada a cedir a ningú la tutela del seu fill. Com s'esperava, esclatà la guerra civil i els que a Castella no restaven conformes amb aquell estat de les coses, cercaren el suport de la Corona d'Aragó, Portugal i França, proclamant rei de Lleó l'infant Joan i de Castella Alfons de la Cerda. En aquesta ocasió és quan la reina Maria mostrà les seves qualitats de política de primer ordre, aprofitant els punt febles del enemic par arruïnar-lo, mostrant-se enèrgica quan convenia i transigint quan era necessari. A més, coneixent l'odi que les classes populars tenien als nobles, cercà el seu suport fent certes concessions i es trobà així més forta contra els atacs de l'aristocràcia.

## Política exterior de Maria de Molina
No fou menys hàbil la seva política exterior, i mitjançant un doble casament aconseguí l'aliança amb el rei de Portugal; poc temps després amb França i no tardà en seguir-los Aragó. El mateix Alfonso de la Cerda acabà per sotmetre’s mitjançant la cessió d'alguns territoris, en veure que tots, absolutament tots els seus aliats l'havien abandonat, fins i tot els nobles que abans amb tant d'entusiasme li donaren suport.
En morir el seu fill, continuà la regència durant la minoria d'edat del seu net Alfons XI,però sentint-se malalta de mort, reuní tots els cavallers i regidors de Valladolid i els feu jurar que no lliurarien a ningú la persona del rei.